# 948
سنة 948 م كانت سنة كبيسة تبدأ يوم السبت (الرابط يظهر نموذج التقويم الكامل للسنة) من التقويم اليولياني.

## مواليد
- محمد بن أحمد غنجار.
- الشيخ المفيد.

## وفيات
- رومانوس الأول.
- هيو ملك إيطاليا.